# Reichsstraße 124
Die Reichsstraße 124 (R 124) war bis 1945 eine Staatsstraße des Deutschen Reichs. Sie verlief in Nord-Süd-Richtung in Hinterpommern, wo sie die Ostsee bei Kolberg (heute polnisch: Kołobrzeg) mit der ehemaligen Reichsstraße 2 bei Körlin (Karlino) und der früheren Reichsstraße 1 bei Deutsch Krone (Wałcz) miteinander verband. Ihre Gesamtlänge betrug 118 Kilometer.
Heute durchzieht die R 124 als polnische Woiwodschaftsstraße 163 (Droga wojewódzka 163) die Woiwodschaft Westpommern in gleicher Führung und Länge wie vor 1945.

## Straßenverlauf
(Heutige Droga wojewódzka 163):
Provinz Pommern (heute: Woiwodschaft Westpommern):
Landkreis Kolberg-Körlin (heute: Powiat Kołobrzeski)
- Kolberg (Kołobrzeg) (Anschluss R 160 (=  heutige DK 11) und R 161 (= heutige DW 102))
- Degow (Dygowo)
- Fritzow (Wrzosowo)

(heutiger Powiat Białogardzki (Kreis Belgard))
- Körlin (Karlino) (Anschluss: R 2, heute DK 6 (Europastraße 28))

Landkreis Belgard (Persante)
- Redlin (Redlino)
- Belgard (Białogard)
- Boissin (Byszyno)

~ Persante (Parsęta) ~
(heutiger Powiat Świdwiński (Kreis Schivelbein))
- Woldisch Tychow (Tychówko)
- Bolkow (Bolkowo)
- Buslar (Buślary)
- Bad Polzin (Połczyn-Zdrój) (Anschluss: R 162, heute ohne Entsprechung)

Landkreis Neustettin
- Alt Liepenfier (Czarnkowie)

(heutiger Powiat Drawski (Kreis Dramburg))
- Klaushagen (Kluczewo)
- Alt Draheim (Stare Drawsko)
- Tempelburg (Czaplinek) (Anschluss: R 158, heute DK 20, und R 159, heute DW 171)

Landkreis Deutsch Krone
- Brotzen (Broczyno)
- Machlin (Machliny)

~ Schmiedesee (Machliny Duże) ~
(heutiger Powiat Wałecki (Kreis Deutsch Krone))
- Neugolz (Golce)
- Klausdorf (Kłębowiec)
- Deutsch Krone (Wałcz) (Anschluss: R 1, heute DK 22, und R 104, heute DK 10)